# Buhy
Buhy és un municipi francès, situat al departament de Val-d'Oise i a la regió d'Illa de França. L'any 2007 tenia 295 habitants.
Forma part del cantó de Vauréal, del districte de Pontoise i de la Comunitat de comunes Vexin-Val de Seine.

## Demografia

### Població
El 2007 la població de fet de Buhy era de 295 persones. Hi havia 115 famílies, de les quals 20 eren unipersonals (12 homes vivint sols i 8 dones vivint soles), 33 parelles sense fills, 54 parelles amb fills i 8 famílies monoparentals amb fills.
La població ha evolucionat segons el següent gràfic:
Habitants censats

### Habitatges
El 2007 hi havia 140 habitatges, 113 eren l'habitatge principal de la família, 19 eren segones residències i 8 estaven desocupats. 135 eren cases i 1 era un apartament. Dels 113 habitatges principals, 88 estaven ocupats pels seus propietaris, 21 estaven llogats i ocupats pels llogaters i 4 estaven cedits a títol gratuït; 9 tenien dues cambres, 21 en tenien tres, 30 en tenien quatre i 53 en tenien cinc o més. 86 habitatges disposaven pel capbaix d'una plaça de pàrquing. A 41 habitatges hi havia un automòbil i a 63 n'hi havia dos o més.

### Piràmide de població
La piràmide de població per edats i sexe el 2009 era:
| Homes | Edats   | Dones |
| ----- | ------- | ----- |
| 0     | 95 o +  | 0     |
| 0     | 90 a 94 | 0     |
| 0     | 85 a 89 | 0     |
| 0     | 80 a 84 | 0     |
| 8     | 75 a 79 | 4     |
| 0     | 70 a 74 | 0     |
| 4     | 65 a 69 | 0     |
| 12    | 60 a 64 | 4     |
| 8     | 55 a 59 | 16    |
| 12    | 50 a 54 | 4     |
| 20    | 45 a 49 | 20    |
| 0     | 40 a 44 | 8     |
| 12    | 35 a 39 | 16    |
| 4     | 30 a 34 | 8     |
| 12    | 25 a 29 | 8     |
| 4     | 20 a 24 | 8     |
| 24    | 15 a 19 | 12    |
| 8     | 10 a 14 | 12    |
| 12    | 5 a 9   | 12    |
| 4     | 0 a 4   | 12    |

## Economia
El 2007 la població en edat de treballar era de 206 persones, 162 eren actives i 44 eren inactives. De les 162 persones actives 138 estaven ocupades (79 homes i 59 dones) i 23 estaven aturades (13 homes i 10 dones). De les 44 persones inactives 17 estaven jubilades, 13 estaven estudiant i 14 estaven classificades com a «altres inactius».

### Ingressos
El 2009 a Buhy hi havia 112 unitats fiscals que integraven 279 persones, la mediana anual d'ingressos fiscals per persona era de 21.515 €.

### Activitats econòmiques
Dels 8 establiments que hi havia el 2007, 2 eren d'empreses de construcció, 2 d'empreses de comerç i reparació d'automòbils i 4 d'empreses de serveis.
Dels 2 establiments de servei als particulars que hi havia el 2009, 1 era un paleta i 1 guixaire pintor.
L'any 2000 a Buhy hi havia 4 explotacions agrícoles que ocupaven un total de 392 hectàrees.

## Equipaments sanitaris i escolars
El 2009 hi havia una escola elemental.

## Poblacions més properes
El següent diagrama mostra les poblacions més properes.